# بيتر فرانك (عالم سياسة)
بيتر فرانك (بالإنجليزية: Peter Frank)‏ هو عالم سياسة بريطاني، ولد في 6 مايو 1934 في مدينة ويتبي في المملكة المتحدة، وتوفي في 14 نوفمبر 2013.